# Hugo III van Meulan
Hugo III van Meulan (overleden te Bec-Hellouin op 17 oktober 1081) was van 1069 tot 1077 graaf van Meulan.

## Levensloop
Hugo III was de zoon van graaf Walram III van Meulan uit diens huwelijk met ene Oda. Zijn vader was een bondgenoot van hertog Robert de Duivel van Normandië en Hugo bracht dan ook zijn jeugd door aan het Normandische hof in Rouen.
Gehuwd met ene Adelheid, volgde Hugo III in 1069 zijn vader op als graaf van Meulan. In die hoedanigheid deed hij verschillende donaties aan abdijen: Saint-Ouen in Rouen, Saint-Pierre in Jumièges, Saint-Wandrille en Bec-Hellouin.
In 1077 trad Hugo af ten voordele van zijn zus Adela. Hij werd vervolgens monnik in de abdij van Bec-Hellouin, alwaar hij in oktober 1581 overleed.